# جورج إس. تشيس
جورج إس. تشيس (بالإنجليزية: George S. Chase)‏ هو ملحن أمريكي، ولد في 23 أكتوبر 1909 في بروكلين في الولايات المتحدة، وتوفي في 1 أغسطس 1972.

## وصلات خارجية
- جورج إس. تشيس على موقع IMDb (الإنجليزية)
- جورج إس. تشيس على موقع ميوزك برينز (الإنجليزية)
- جورج إس. تشيس على موقع ميوزك برينز (الإنجليزية)
- جورج إس. تشيس على موقع ديسكوغز (الإنجليزية)